# 鼻疳
鼻疳在中医学中指鼻前孔附近皮肤红肿、糜烂、结痂、灼痒，有经久不俞，反复发作的特点。为鼻科较常见之病，以小儿为多见。相当于西医的鼻前庭炎。
参考英文名  rhinitis with eczematoid reaction of adjacent skin
　　
以鼻前孔附近皮肤红肿、糜烂、结痂、灼痒，经久不愈，反复发作为特点的常见鼻病。又名鼻疮、鼻疮。
相当于西医的鼻前庭炎。多由肺经素有蕴热，复受风热邪毒，或因饮食不节脾胃失调，湿热郁蒸而成。
病证名。疳疾之一。出《太平圣惠方》。又名疳（匿＾虫）、鼻（匿＾虫）疮。症见鼻塞赤痒，连唇生疮，涕多而黄，皮肤枯焦，肌肤枯瘦，手足潮热。由乳食不调，
上焦积热，壅滞肺中所致。治宜清热凉血，用五福化毒丹。
若有湿热，鼻下两旁色紫微烂，痒而不痛，脓汁浸淫，治宜清热利湿，用导赤散加栀子、泽泻。外搽青蛤散。
　　
鼻疳的常见证型有：

①肺经蕴热，邪毒外袭。初起鼻前孔灼热干□，微痒微痛，皮肤出现粟粒小丘，继而表浅糜烂,并出少许黄色脂水或结有黄痂皮,周围皮肤潮红，甚至皲裂,久则鼻毛脱落,
小儿因搔抓鼻部以致血水淋漓。治宜清热泻肺、疏风解毒，方用黄芩汤加减。
②脾胃失调，湿热郁蒸。鼻前孔肌肤糜烂，潮红□肿，常溢脂水或结黄浊厚痂，痒痛，偶见皲裂出血，甚者可侵及鼻翼和口唇，鼻窍不通，言谈不爽，鼻毛脱落，
病情经久不愈或反复发作。
治宜清热燥湿、解毒和中，方用萆□渗湿汤加减。

外治：可外涂黄连膏或玉露膏；灼热□痛者,可用辰砂定痛散以麻油调涂患处;或用苦参、枯矾各15克研末，鲜生地汁适量，调匀涂敷患处，若红肿
　　糜烂、脂水多，可用青蛤散涂敷患处。孙世道）
　　
鼻疳的辨证论治：肺经蕴热。邪毒外袭型
【证见】
鼻前孔皮肤灼热干掀，微痒微痛，皮肤出现粟粒状小丘，继呈表浅糜烂，溢出黄色脂水，或结黄痂。周围皮肤潮红或皲裂，鼻毛脱落。全身症状偶有头痛，发热便秘，舌质红，苔黄，脉数。小儿可见烦躁哭啼，搔抓鼻部，甚则血水淋漓。
　　
【治法】
清热泻肺疏风解表。
【方药】
　　1．主方黄芩汤(吴谦《医宗金鉴》)加减
　　处方：黄芩12克，栀子12克，桑白皮12克，连翘12克，赤芍12克，桔梗12克，荆芥10克，薄荷6克(后下)。水煎服。
　　若热毒壅盛，焮热痛甚者，可加黄连10克、牡丹皮12克。
　　2．中成药
　　(1)上清丸，口服，每次4片，每日3次。
　　(2)银翘解毒丸，口服，每次1丸，每日2-3次。
　　
脾胃失调，湿热郁蒸型
【证见】 鼻前孔肌肤糜烂，潮红焮肿，常溢脂水，或结黄浊厚痂，痒痛。鼻毛脱落，病情反复，缠绵不愈。或可见鼻前孔皮肤皲裂出血，甚可侵及鼻翼、口唇，鼻窍不适，言谈不爽。小儿可有腹胀，纳呆便溏，啼哭易怒。舌苔黄腻，脉滑数。
　　
【治法】 清热祛湿，解毒和中。
【方药】
　　1．主方萆薢渗湿汤(高秉钧《疡科心得集》)加减
　　处方：黄芩12克，萆薜12克，牡丹皮12克，木通12克，滑石15克，茯苓15克，生薏苡仁30克。水煎服。
　　若湿热壅盛者，加黄连10克、苦参12克、土茯苓20克。痒甚者，加荆芥10克、防风10克、白鲜皮15克、地肤子12克。病情缠绵，反复发作者，加黄芪15克、金银花12克、白术10克。患儿久病虫疾，可酌加使君子6—10克，或榧子6-10克。
　　2．中成药
　　(1)健儿清解液，口服，婴儿每次4毫升，5岁以内8毫升，6岁以上酌加；成人每次15毫升，每日3次。
　　(2)五花茶冲剂，煎服或冲服，茶剂每次l～2块，冲剂每次10克。 
鼻疳的外治法
　　用内服中药渣再煎水热敷局部。 杏仁捣烂，用人乳调敷患处。 明矾3克，生甘草10克，煎水外洗。 苦参15克，枯矾15克，研末，用生地黄汁适量，调匀涂敷。